# Sabiha Gökçen
Sabiha Gökçen (Bursa, 22 marzo 1913 – Ankara, 22 marzo 2001) è stata un'aviatrice turca.
È stata la prima pilota femminile da combattimento nel mondo e la prima aviatrice turca. Era uno degli otto figli adottivi di Mustafa Kemal Atatürk.
A lei è stato intitolato l'Aeroporto Internazionale di Istanbul-Sabiha Gökçen, nel distretto di Pendik.

## Biografia

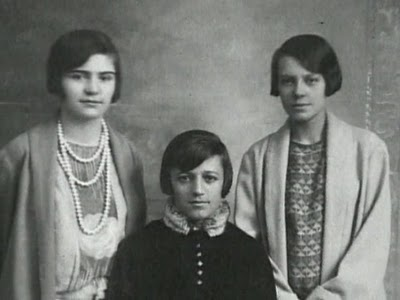
Figlie di Mustafa Kemal (da sx a dx); Zehra Aylin, Rukiye (Erkin) e Sabiha (Gökçen).

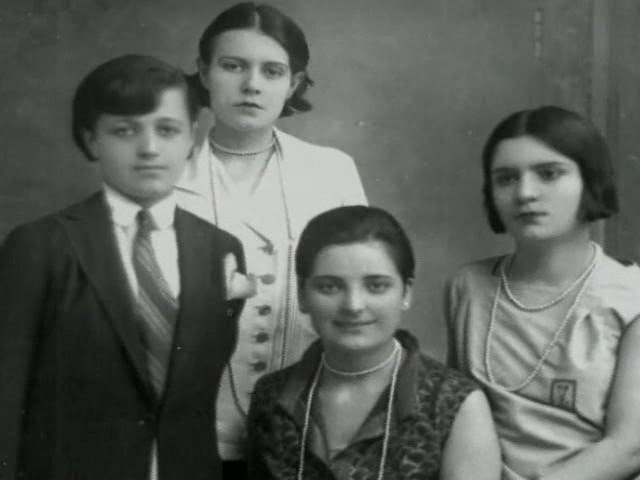
(da sx a dx): Rukiye (Erkin), Sabiha (Gökçen), Afet (İnan) e Zehra Aylin.

Secondo una sua dichiarazione nel corso di un'intervista, Sabiha era figlia di Mustafa Izzet Bey e di Hayriye Hanım, di origini bosniache.
Nel corso di una sua visita a Bursa nel 1925, Atatürk fu avvicinato dalla dodicenne Sabiha, che chiese il permesso di parlargli esprimendogli, dopo averlo ottenuto, il suo desiderio di studiare in un collegio scolastico. Dopo aver saputo della storia della sua famiglia e delle condizioni estremamente povere in cui viveva, Atatürk le chiese se volesse essere adottata da lui e vivere nel Palazzo presidenziale di Çankaya ad Ankara e la ragazzina rispose che avrebbe potuto farlo se avesse ottenuto il consenso dei genitori.

Ottenuto il consenso, Sabiha andò a vivere con le altre figlie adottive del Presidente turco, Zehra, Afet İnan e Rukiye. Sabiha frequentò la scuola elementare di Çankaya e successivamente il Collegio femminile di Üsküdar (Üsküdar Amerikan Lisesi) a Istanbul.
Immediatamente dopo l'adozione della legge sul cognome in Turchia, Atatürk le dette il cognome Gökçen il 19 dicembre 1934. Gök significa "cielo" in lingua turca e Gökçen vuol dire 'celeste, relativo al cielo, d'origine celeste'. All'epoca Sabiha non aveva un particolare interesse per l'aviazione, e fu solo sei mesi più tardi che essa sviluppò il suo amore per il volo.

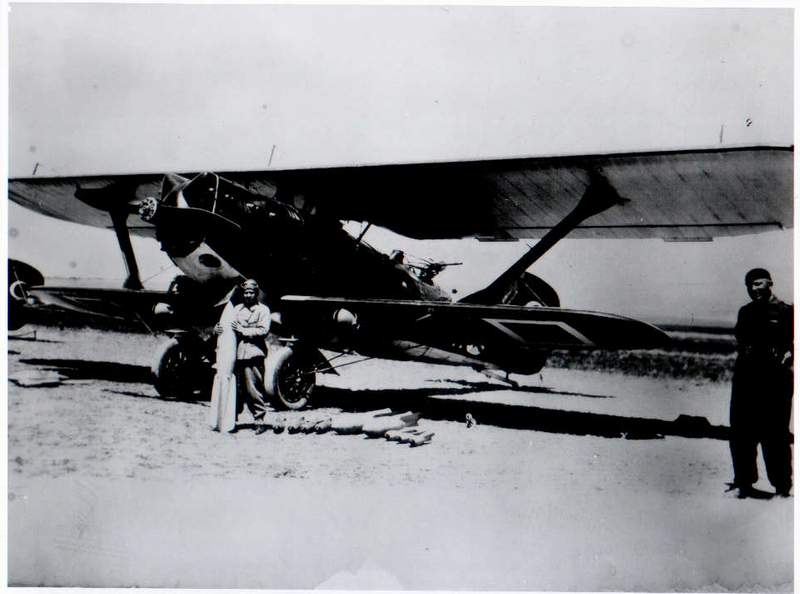
Sabiha carica una bomba prima di un'azione di bombardamento col suo Breguet 19

Atatürk attribuiva grande importanza all'aviazione e a tal fine patrocinò nel 1925 la fondazione dell'Associazione Aeronautica Turca. Portò con sé Sabiha per la cerimonia inaugurale del Türkkuşu (Uccello Turco), ossia la "Scuola di pilotaggio" il 5 maggio 1935.
Durante l'esibizione aerea di alianti e paracadutisti invitati da paesi stranieri, Sabiha si divertì moltissimo. Atatürk le chiese se voleva diventare una paracadutista, lei annuì "Sì sì, sono pronta subito". Atatürk ordinò a Fuat Bulca, il capo della scuola, di iscriverla come prima allieva femminile. Destinata a diventare una paracadutista, era molto più interessata a volare; così, dopo aver conseguito il brevetto di volo essa fu inviata in Russia insieme a sette studenti maschi per un corso avanzato di pilotaggio di velivoli e alianti. Tuttavia, mentre era a Mosca, apprese la notizia che sua sorella Zehra era morta e, con molto dolore, tornò immediatamente in Turchia, isolandosi dalle attività sociali per qualche tempo.
Siccome in quegli anni le ragazze non venivano accettate dalle Accademie militari turche, Sabiha Gökçen venne fornita, su ordine di Atatürk, di un'uniforme personalizzata, e frequentò un programma di educazione speciale di undici mesi presso il Tayyare Mektebi (Scuola di volo) di Eskişehir nell'anno accademico 1936-1937. Dopo aver ricevuto i suoi brevetti di volo (diploma) si addestrò per diventare un pilota di guerra presso il 1º Reggimento aereo in Eskişehir per sei mesi.
Migliorò la sua capacità pilotando bombardieri e aerei da combattimento presso il 1º Reggimento aeronautico nella base aerea di Eskişehir e acquisì ulteriore esperienza dopo aver partecipato alle esercitazioni dell'Egeo e della Tracia nel 1937. In quello stesso anno, prese parte alle operazioni militari per sedare la ribellione di Dersim e divenne la prima pilota militare donna turca. Un rapporto dello stato maggiore menzionava il "danno grave" causato dalla sua bomba da 50 kg a un gruppo di cinquanta "banditi" in fuga; per questo le fu assegnato un takdirname (lettera di apprezzamento). Essa venne inoltre insignita della prima "Murassa (gioielleria) Medaglia" della Turkish Aeronautical Association per la sua prestazione superiore in questa operazione.
Nel 1938, effettuò un volo di cinque giorni nei paesi balcanici con grande successo. Nello stesso anno, venne nominata "capo istruttore" della Scuola di volo Türkkuşu della Turkish Aeronautical Association, dove prestò servizio fino al 1954 come istruttrice di volo, divenendo membro del comitato esecutivo dell'associazione. Formò quattro aviatrici: Edibe Subaşı, Yıldız Uçman, Sahavet Karapas e Nezihe Viranyalı. Sabiha Gökçen volò in tutto il mondo per un periodo di 28 anni fino al 1964. Il suo libro intitolato "Una vita lungo il sentiero di Atatürk" è stato pubblicato nel 1981 dall'Associazione aeronautica turca per commemorare il 100º compleanno di Atatürk.
Durante la sua carriera nell'aeronautica turca, Gökçen ha pilotato 22 diversi tipi di velivoli per oltre 8 000 ore, di cui 32 ore di combattimento attivo e missioni di bombardamento.